# Artilleriewerk Halsegg

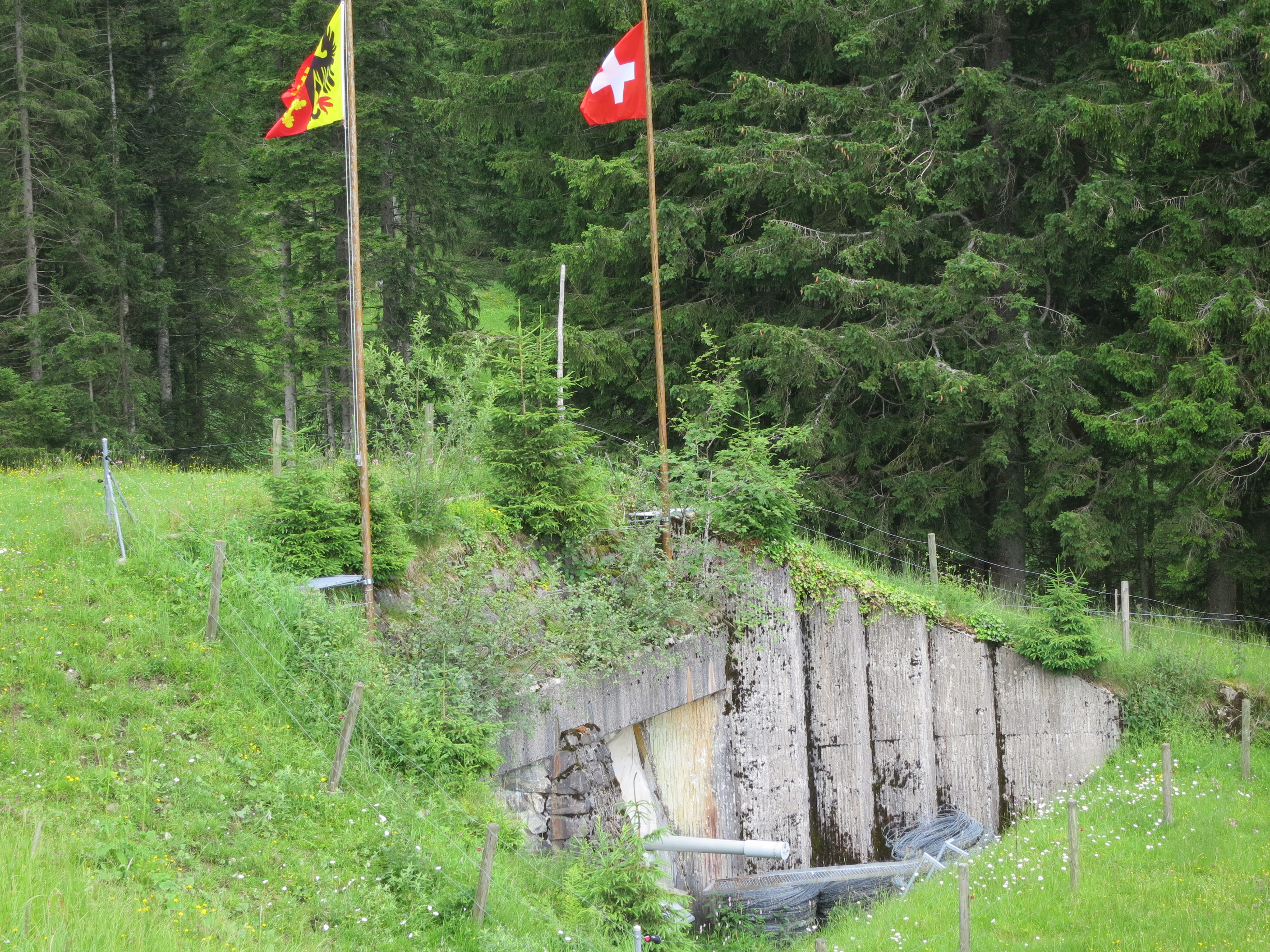
Dufourmuseum (A 7352)

Das Artilleriewerk Halsegg (Armeebezeichnung A 7351 und A 7352) wurde 1986 bis 1988 als Prototyp für das BISON-Konzept der Schweizer Armee erstellt. Es ist ein einmaliges Entwicklungsglied in der Geschichte der Schweizer Artilleriefestungen und wird seit 2009 vom Verein Schweizer Dufour Museum als Festungs- und Dufourmuseum betrieben.

## Lage und Auftrag
Die zwei nebeneinander liegenden Doppel-Monoblock-Werke befinden sich 1340 m ü. M. auf der gleichnamigen Alp, die auf der Ostseite des Rossberges oberhalb Sattel SZ im Kanton Schwyz in der Schweiz liegt. Die Alp Halsegg ist mit dem Auto ab Unterägeri oder zu Fuss über den 
Festungsweg ab Sattel erreichbar.
Die Festung hatte mit ihren vier Kanonen den Raum des Seedammes von Rapperswil zu sichern, um einen Angriff von Norden über den Zürichsee und/oder aus dem Raum Ostschweiz Glarus zu verhindern.

## Geschichte
Die zwei doppelstöckigen Bunker wurden identisch im Tagbau gebaut. Beim Ausfall eines Bunkers hätte der zweite die gleiche Aufgabe übernehmen können. Die beiden Festungen wurden mit je zwei 10,5-cm-Kanonen (1942) auf Hebellafetten ausgerüstet. Das Monoblock-Artilleriewerk diente auch zur Erprobung verschiedener Neuerungen, welche in den späteren 15,5 cm Festungskanone 93 L52 BISON-Kanonen genutzt wurden.
Das Artilleriewerk wurde bis 1998 von der Festungskompanie II/8 (Fest Kp II/18) betrieben, die Teil der Festungsartillerieabteilung 18 (Innerschweiz), des Festungsregimentes 9 (Innerschweiz/Tessin) und des Gebirgsarmeekorps 3 (Geb AK 3) war.
Die beiden Werke wurden im Jahr 2000 vom Eidgenössischen Departement für Verteidigung, Bevölkerungsschutz und Sport (VBS) deklassiert und ausgeschieden. Die Oberallmeindkorporation Schwyz (OAK), als Eigentümerin der Alp, kaufte das Land im Januar 2009 und übergab es dem Verein Schweizer Dufour Museum im Baurecht.

## Festungsmuseum
Im Festungsmuseum (Armeebezeichnung A 7351) finden jeweils am ersten vollen Wochenende des Monats mehrere Führungen durch Fachpersonen in beiden Bunkern statt.
Der Bunker 1 mit seinen zwei 10,5-cm-Kanonen auf Hebellafetten enthält die komplette Originalausrüstung mit Kanonen, Munition- und Pulverdepot, Dieselgeneratoren, Lüftungsanlage, Telefonzentrale und Mannschaftsunterkunft. Er konnte unverändert von der Armee übernommen werden und zeigt die Anlage wie während einer Feuerpause. Alle Geräte sind betriebsbereit und wo nötig mit älteren Geräten ergänzt.
Bunker 1 dient auch als Unterkunft und bietet Platz für 24 Personen. Er kann für kurze oder längere Aufenthalte (ca. 1 Woche) gemietet werden.
- Artilleriewerk Halsegg A 7351	⊙

## Dufourmuseum
Das erste Dufourmuseum der Schweiz (Armeebezeichnung A 7352) wurde am 12. September 2009 im Bunker 2 eröffnet. Der ebenfalls mit zwei 10,5-cm-Kanonen ausgerüstete Bunker 2 wurde zum Schweizer Dufour Museum umgestaltet.
Das Museum ist Guillaume-Henri Dufour (1787–1875) gewidmet und zeigt seine biografischen Stationen und sein Werk. Viele Dokumente zeigen Dufour als Politiker in Genf und Mitgründer des Roten Kreuzes, als Wissenschafter und Ingenieur (Dufourbefestigungen, Wasserbau, Hängebrückenbau, Architektur), als Kartographen der ersten genauen Karte der Schweiz, als militärischen Ausbilder und Gründer der ersten zentralen Offiziersschule der Schweiz in Thun sowie als wichtigen militärischen Führer und General im Sonderbundskrieg und Neuenburgerhandel.
Die Ausstellungsgegenstände stehen in einem direkten oder indirekten Zusammenhang mit dem Werk Dufours und dessen militärischen Anwendungen, insbesondere bei der Artillerie, sowie mit dem Artilleriewerk als Ausstellungsort.
Unter den verschiedenen ausgestellten Kartenwerken befinden sich die erste amtliche Gesamtkarte der Schweiz, die sogenannte Dufourkarte, die von 1845 bis 1864 im Massstab 1:100'000 herausgegeben wurde, als rund 9 m2 grosses Werk dargestellt, sowie die Festungskarte Halsegg im Massstab 1:10'000, die im März 2009 deklassifiziert wurde. Ferner gibt es geheime militärische Landkarten der Schweiz aus der Nazi-Zeit oder aus der Zeit des Kalten Kriegs sowie detaillierte russische Karten von Schweizer Städten und Geländekammern.
Die ausgestellten Geräte verschiedener Epochen stehen im Zusammenhang mit der Kartenherstellung und der militärischen Vermessung und Übermittlung insbesondere bei der Artillerie. Es sind Vermessungsinstrumente und Rechengeräte, Theodolite, Planimeter, Kryptomaschinen und Verschlüsselungsgeräte.
- Artilleriewerk Halsegg A 7352 Dufourmuseum	⊙

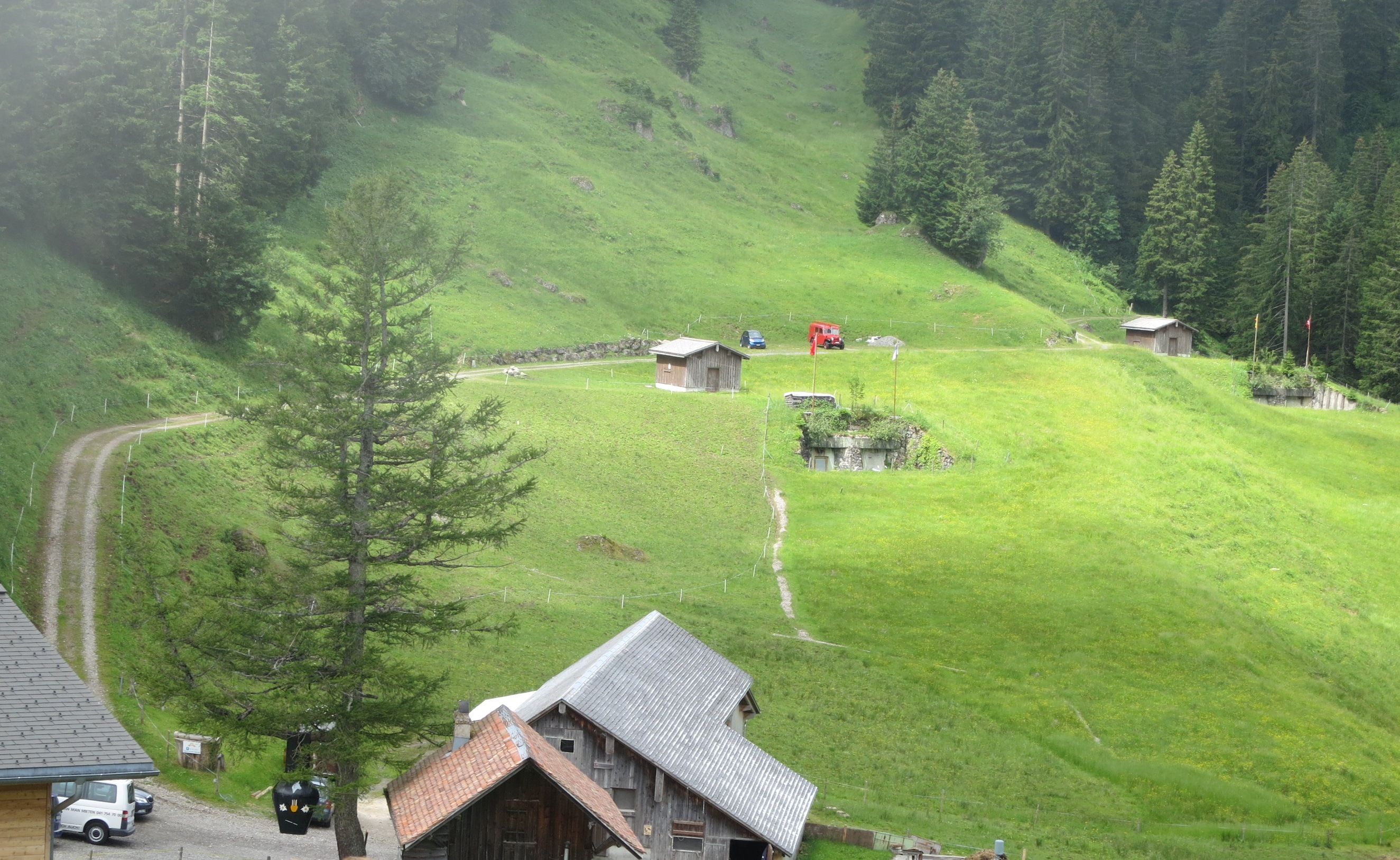
Alp Halsegg mit den beiden Bunkern
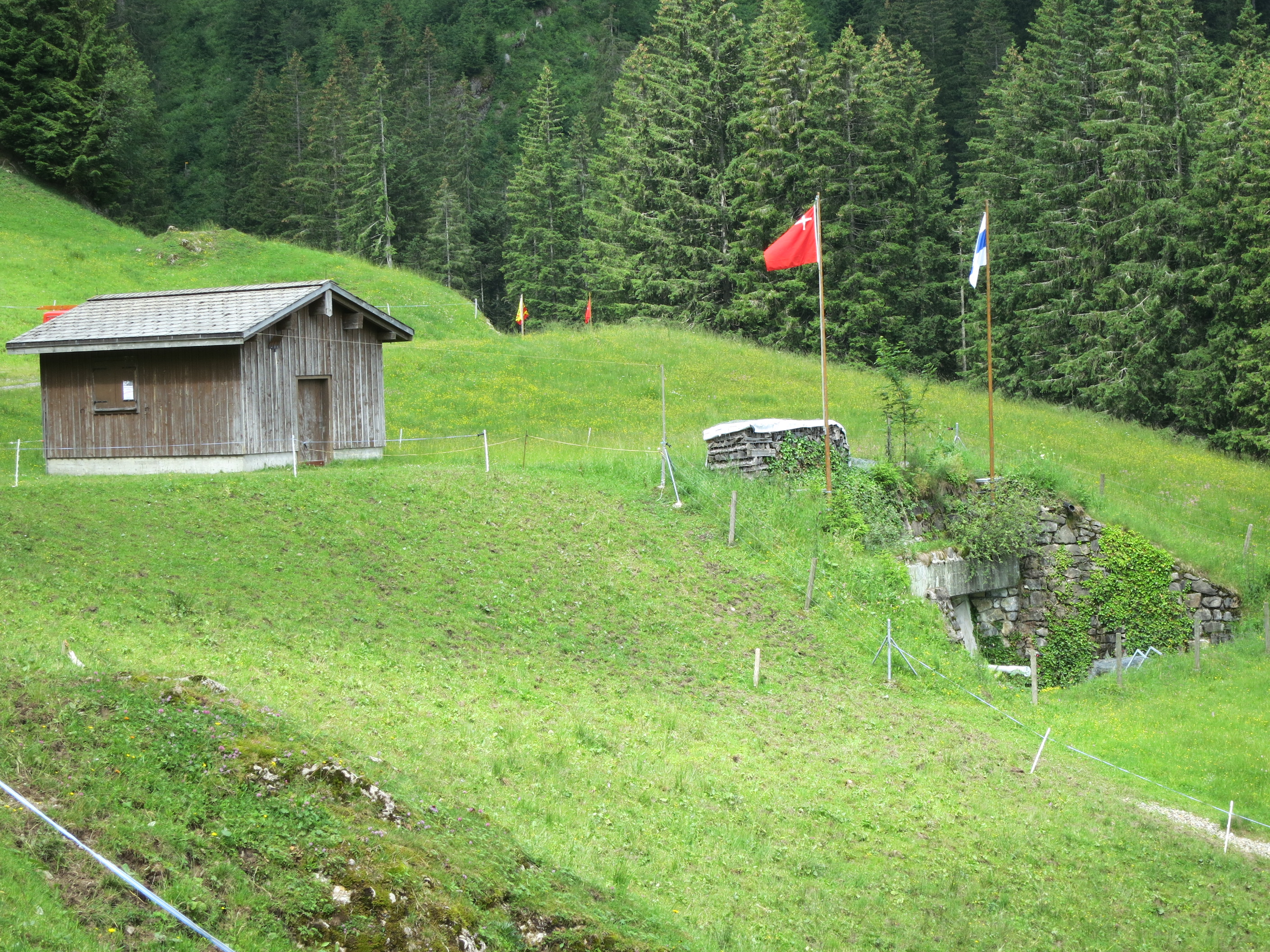
Bunker 1 (A 7351)
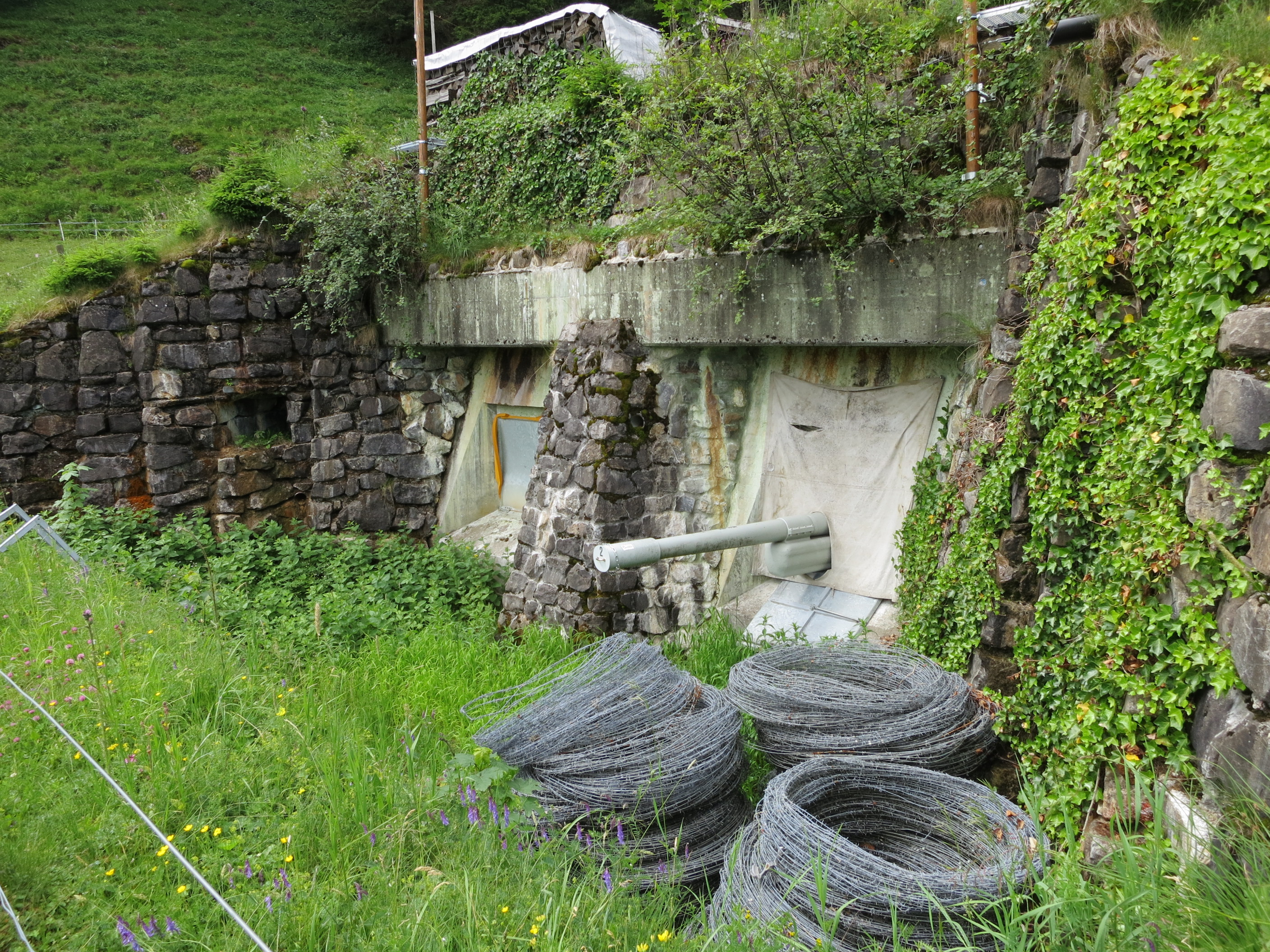
10.5 cm Festungskanone
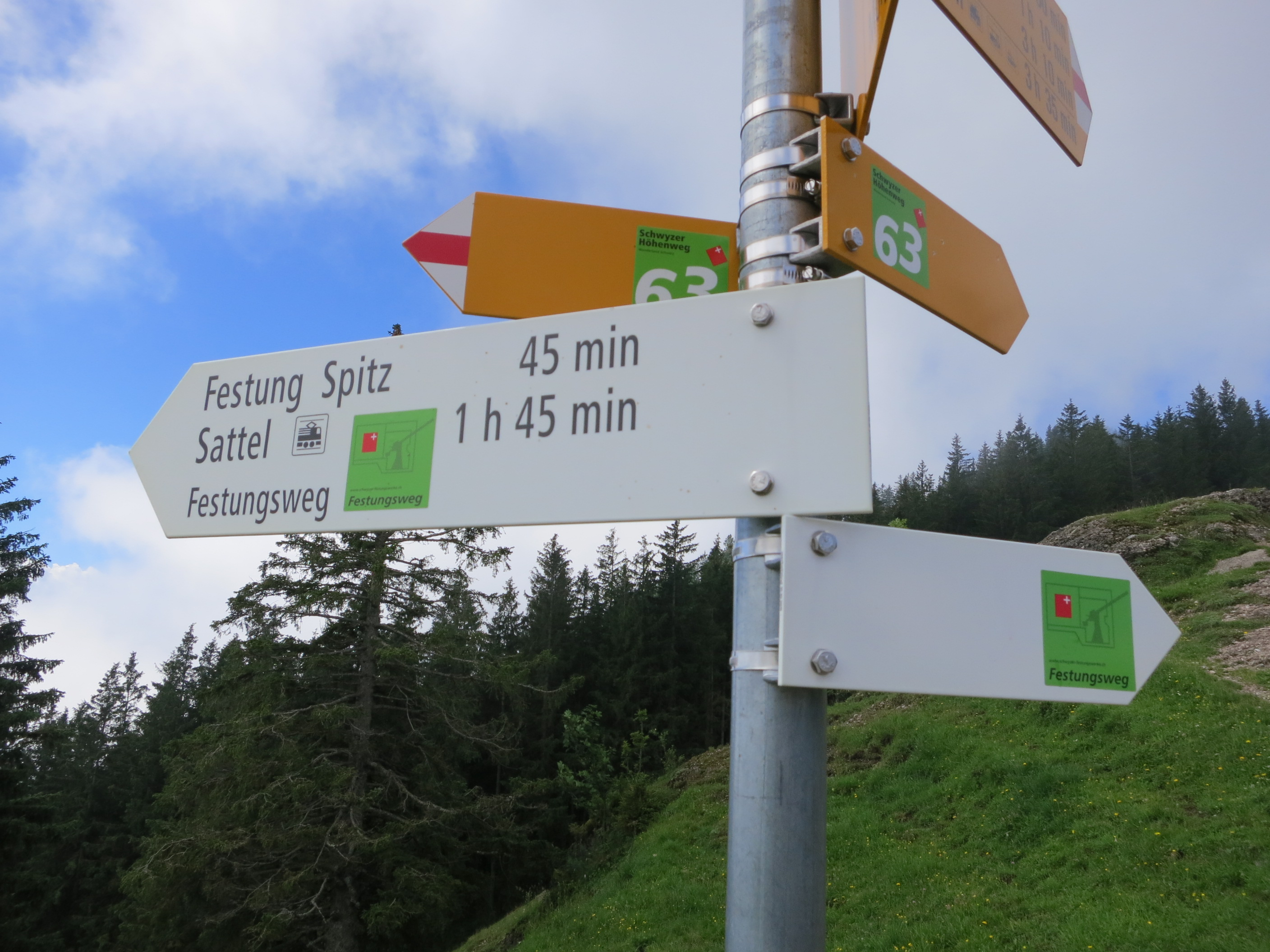
Wegweiser Festungsweg auf der Halsegg